# David Finfer
David Steven Finfer (* Juni 1942 in New York City; † 3. April 2023) war ein US-amerikanischer Filmeditor.

## Leben
Nach seinem Studium an der Alfred University war es 1971 die Komödie You've Got to Walk It Like You Talk It or You'll Lose That Beat mit der David Steven Finfer sein Debüt beim Spielfilm als Schnittmeister gab. Anschließend schnitt er die von Albert Brooks inszenierten Komödien Aus dem Leben gegriffen, Kopfüber in Amerika und Rendezvous im Jenseits, bevor er 1994 mit dem Thriller Auf der Flucht mit einer Oscarnominierung für den Besten Schnitt und einer Nominierung des British Academy Film Award für den Besten Schnitt seine größten Erfolge feiern konnte. Sein Schaffen umfasst mehr als 40 Produktionen, zuletzt trat er 2016 in Erscheinung.
Finfer starb im Alter von 80 Jahren infolge eines Herzinfarktes. Er hinterließ eine Frau und zwei Kinder.

## Filmografie (Auswahl)
- 1971: You’ve Got to Walk It Like You Talk It or You’ll Lose That Beat
- 1979: Aus dem Leben gegriffen (Real Life)
- 1979: Die Unbezähmbare (The Legend of Walks Far Woman)
- 1980: Die Schläger von Brooklyn (Defiance)
- 1981: Modern Romance – Muss denn Liebe Alptraum sein? (Modern Romance)
- 1985: Kopfüber in Amerika (Lost in America)
- 1987: High-Life am Strand (Back to the Beach)
- 1986: Soul Man
- 1989: Warlock – Satans Sohn (Warlock)
- 1990: Der Chaoten-Cop (Heart Condition)
- 1991: Bill & Ted’s verrückte Reise in die Zukunft (Bill & Ted’s Bogus Journey)
- 1991: Rendezvous im Jenseits (Defending your life)
- 1993: Auf der Flucht (The Fugitive)
- 1993: Boxing Helena
- 1994: Undercover Cops (Exit to Eden)
- 1995: Fair Game
- 1997: Romy und Michele (Romy and Michele’s High School Reunion)
- 1998: Simon Birch
- 1998: Zwei Männer, eine Frau und eine Hochzeit (Kissing a Fool)
- 2000: Schneefrei (Snow Day)
- 2001: Joe Jedermann (Joe Somebody)
- 2002: Santa Clause 2 – Eine noch schönere Bescherung (The Santa Clause 2)
- 2004: Connie und Carla (Connie and Carla)
- 2005: AbServiert (Waiting…)
- 2006: Krumme Geschäfte (The Last Time)
- 2006: Santa Clause 3 – Eine frostige Bescherung (The Santa Clause 3: The Escape Clause)
- 2008: Die Glamour-Clique – Cinderellas Rache (The Clique)
- 2009: Infestation – Nur ein toter Käfer ist ein guter Käfer (Infestation)
- 2010: Zahnfee auf Bewährung (Tooth Fairy)
- 2011: Sharpay’s fabelhafte Welt (Sharpay’s Fabulous Adventure, Fernsehfilm)
- 2011: Movie Star – Küssen bis zum Happy End (Geek Charming, Fernsehfilm)
- 2013: Teen Beach Movie (Fernsehfilm)
- 2015: Teen Beach 2 (Fernsehfilm)
- 2016: Cinderella Story 4: Wenn der Schuh passt … (A Cinderella Story: If the Shoe Fits)

## Auszeichnungen (Auswahl)
Oscar
- 1994: Nominierung für den Besten Schnitt mit Auf der Flucht

British Academy Film Award
- 1994: Nominierung für den Besten Schnitt mit Auf der Flucht